# Abassin Alikhil
Abassin Alikhil (in persiano عباسين علی خیل‎; Francoforte sul Meno, 19 aprile 1991) è un calciatore afghano, centrocampista svincolato.

## Carriera

### Club
Dopo aver militato nelle giovanili dell'Eintracht Francoforte, nel 2010 è stato inserito nella seconda squadra delle Aquile. Nella stagione 2013-2014 ha militato nel FSV Francoforte II. Nel 2014 si è trasferito al Vikt. Aschaffenburg. Nell'estate 2016 è stato acquistato dall'Hessen Dreieich.

### Nazionale
Ha debuttato in Nazionale il 7 aprile 2011, in Nepal-Afghanistan (1-0). Ha partecipato, con la Nazionale, alla SAFF Cup 2015.

## Statistiche

### Cronologia presenze e reti in nazionale
Statistiche aggiornate all'8 agosto 2021.

| Cronologia completa delle presenze e delle reti in nazionale ― Afghanistan | Cronologia completa delle presenze e delle reti in nazionale ― Afghanistan | Cronologia completa delle presenze e delle reti in nazionale ― Afghanistan | Cronologia completa delle presenze e delle reti in nazionale ― Afghanistan | Cronologia completa delle presenze e delle reti in nazionale ― Afghanistan | Cronologia completa delle presenze e delle reti in nazionale ― Afghanistan | Cronologia completa delle presenze e delle reti in nazionale ― Afghanistan | Cronologia completa delle presenze e delle reti in nazionale ― Afghanistan |
| Data                                                                       | Città                                                                      | In casa                                                                    | Risultato                                                                  | Ospiti                                                                     | Competizione                                                               | Reti                                                                       | Note                                                                       |
| -------------------------------------------------------------------------- | -------------------------------------------------------------------------- | -------------------------------------------------------------------------- | -------------------------------------------------------------------------- | -------------------------------------------------------------------------- | -------------------------------------------------------------------------- | -------------------------------------------------------------------------- | -------------------------------------------------------------------------- |
| 7-4-2011                                                                   | Kathmandu                                                                  | Nepal                                                                      | 1 – 0                                                                      | Afghanistan                                                                | AFC Challenge Cup 2012 - Gironi                                            | -                                                                          |                                                                            |
| 9-4-2011                                                                   | Kathmandu                                                                  | Sri Lanka                                                                  | 0 – 1                                                                      | Afghanistan                                                                | AFC Challenge Cup 2012 - Gironi                                            | -                                                                          | 51’                                                                        |
| 11-4-2011                                                                  | Kathmandu                                                                  | Corea del Nord                                                             | 2 – 0                                                                      | Afghanistan                                                                | AFC Challenge Cup 2014 - Gironi                                            | -                                                                          |                                                                            |
| 14-5-2014                                                                  | Madinat al-Kuwait                                                          | Kuwait                                                                     | 3 – 2                                                                      | Afghanistan                                                                | Amichevole                                                                 | -                                                                          |                                                                            |
| 20-5-2014                                                                  | Addu City                                                                  | Filippine                                                                  | 0 – 0                                                                      | Afghanistan                                                                | AFC Challenge Cup 2014 - Gironi                                            | -                                                                          |                                                                            |
| 22-5-2014                                                                  | Addu City                                                                  | Afghanistan                                                                | 3 – 1                                                                      | Turkmenistan                                                               | AFC Challenge Cup 2014 - Gironi                                            | -                                                                          |                                                                            |
| 24-5-2014                                                                  | Addu City                                                                  | Afghanistan                                                                | 0 – 0                                                                      | Laos                                                                       | AFC Challenge Cup 2014 - Gironi                                            | -                                                                          |                                                                            |
| 27-5-2014                                                                  | Malé                                                                       | Palestina                                                                  | 2 – 0                                                                      | Afghanistan                                                                | AFC Challenge Cup 2014 - Semifinali                                        | -                                                                          |                                                                            |
| 29-5-2014                                                                  | Malé                                                                       | Afghanistan                                                                | 0 – 0 (7 - 8 dtr)                                                          | Maldive                                                                    | AFC Challenge Cup 2014 - Finale 3º posto                                   | -                                                                          |                                                                            |
| 29-5-2015                                                                  | Vientiane                                                                  | Laos                                                                       | 0 – 2                                                                      | Afghanistan                                                                | Amichevole                                                                 | -                                                                          |                                                                            |
| 2-6-2015                                                                   | Dhaka                                                                      | Bangladesh                                                                 | 1 – 1                                                                      | Afghanistan                                                                | Amichevole                                                                 | -                                                                          |                                                                            |
| 11-6-2015                                                                  | Mashhad                                                                    | Afghanistan                                                                | 0 – 6                                                                      | Siria                                                                      | Qual. Mondiali 2018                                                        | -                                                                          | 83’                                                                        |
| 3-9-2015                                                                   | Bangkok                                                                    | Thailandia                                                                 | 2 – 0                                                                      | Afghanistan                                                                | Amichevole                                                                 | -                                                                          | 46’                                                                        |
| 8-9-2015                                                                   | Teheran                                                                    | Afghanistan                                                                | 0 – 6                                                                      | Giappone                                                                   | Qual. Mondiali 2018                                                        | -                                                                          |                                                                            |
| 8-10-2015                                                                  | Kallang                                                                    | Singapore                                                                  | 1 – 0                                                                      | Afghanistan                                                                | Qual. Mondiali 2018                                                        | -                                                                          |                                                                            |
| 13-10-2015                                                                 | Mascate                                                                    | Siria                                                                      | 5 – 2                                                                      | Afghanistan                                                                | Qual. Mondiali 2018                                                        | -                                                                          |                                                                            |
| 12-11-2015                                                                 | Teheran                                                                    | Afghanistan                                                                | 3 – 0                                                                      | Cambogia                                                                   | Qual. Mondiali 2018                                                        | -                                                                          |                                                                            |
| 24-12-2015                                                                 | Thiruvananthapuram                                                         | Afghanistan                                                                | 4 – 0                                                                      | Bangladesh                                                                 | SAFF Cup 2015 - Gironi                                                     | -                                                                          | 74’                                                                        |
| 26-12-2015                                                                 | Thiruvananthapuram                                                         | Bhutan                                                                     | 0 – 3                                                                      | Afghanistan                                                                | SAFF Cup 2015 - Gironi                                                     | -                                                                          |                                                                            |
| 31-12-2015                                                                 | Thiruvananthapuram                                                         | Afghanistan                                                                | 5 – 0                                                                      | Sri Lanka                                                                  | SAFF Cup 2015 - Semifinali                                                 | -                                                                          | 75’                                                                        |
| 3-1-2016                                                                   | Thiruvananthapuram                                                         | India                                                                      | 2 – 1 dts                                                                  | Afghanistan                                                                | SAFF Cup 2015 - Finale                                                     | -                                                                          |                                                                            |
| 29-3-2016                                                                  | Teheran                                                                    | Afghanistan                                                                | 2 – 1                                                                      | Singapore                                                                  | Qual. Mondiali 2018                                                        | -                                                                          |                                                                            |
| 5-9-2016                                                                   | Tripoli                                                                    | Libano                                                                     | 2 – 0                                                                      | Afghanistan                                                                | Amichevole                                                                 | -                                                                          |                                                                            |
| 11-10-2016                                                                 | Shah Alam                                                                  | Malaysia                                                                   | 1 – 1                                                                      | Afghanistan                                                                | Amichevole                                                                 | -                                                                          |                                                                            |
| 13-11-2016                                                                 | Dushanbe                                                                   | Tagikistan                                                                 | 1 – 0                                                                      | Afghanistan                                                                | Amichevole                                                                 | -                                                                          | 3’                                                                         |
| 23-3-2017                                                                  | Al Wakrah                                                                  | Afghanistan                                                                | 2 – 1                                                                      | Singapore                                                                  | Amichevole                                                                 | -                                                                          |                                                                            |
| 28-3-2017                                                                  | Dushanbe                                                                   | Afghanistan                                                                | 1 – 1                                                                      | Vietnam                                                                    | Qual. Coppa d'Asia 2019                                                    | -                                                                          |                                                                            |
| 6-6-2017                                                                   | Dubai                                                                      | Afghanistan                                                                | 2 – 1                                                                      | Maldive                                                                    | Amichevole                                                                 | -                                                                          |                                                                            |
| 13-6-2017                                                                  | Phnom Penh                                                                 | Cambogia                                                                   | 1 – 0                                                                      | Afghanistan                                                                | Qual. Coppa d'Asia 2019                                                    | -                                                                          |                                                                            |
| 5-9-2017                                                                   | Amman                                                                      | Giordania                                                                  | 4 – 1                                                                      | Afghanistan                                                                | Qual. Coppa d'Asia 2019                                                    | -                                                                          | 56’                                                                        |
| 14-11-2017                                                                 | Hanoi                                                                      | Vietnam                                                                    | 0 – 0                                                                      | Afghanistan                                                                | Qual. Coppa d'Asia 2019                                                    | -                                                                          |                                                                            |
| 27-3-2018                                                                  | Dushanbe                                                                   | Afghanistan                                                                | 2 – 1                                                                      | Cambogia                                                                   | Qual. Coppa d'Asia 2019                                                    | -                                                                          |                                                                            |
| 25-12-2018                                                                 | Adalia                                                                     | Afghanistan                                                                | 0 – 2                                                                      | Turkmenistan                                                               | Amichevole                                                                 | -                                                                          |                                                                            |
| 28-12-2018                                                                 | Adalia                                                                     | Turkmenistan                                                               | 2 – 2                                                                      | Afghanistan                                                                | Amichevole                                                                 | -                                                                          |                                                                            |
| 20-3-2019                                                                  | Kuala Lumpur                                                               | Oman                                                                       | 5 – 0                                                                      | Afghanistan                                                                | Amichevole                                                                 | -                                                                          |                                                                            |
| 23-3-2019                                                                  | Kuala Lumpur                                                               | Malaysia                                                                   | 2 – 1                                                                      | Afghanistan                                                                | Amichevole                                                                 | -                                                                          | 84’ (aut.)                                                                 |
| 5-9-2019                                                                   | Doha                                                                       | Qatar                                                                      | 6 – 0                                                                      | Afghanistan                                                                | Qual. Mondiali 2022                                                        | -                                                                          | 61’                                                                        |
| 10-9-2019                                                                  | Dushanbe                                                                   | Afghanistan                                                                | 1 – 0                                                                      | Tagikistan                                                                 | Qual. Mondiali 2022                                                        | -                                                                          | 46’                                                                        |
| 16-11-2021                                                                 | Adalia                                                                     | Afghanistan                                                                | 1 – 0                                                                      | Indonesia                                                                  | Amichevole                                                                 | -                                                                          | 46’                                                                        |
| 1-6-2022                                                                   | Ho Chi Minh                                                                | Vietnam                                                                    | 2 – 0                                                                      | Afghanistan                                                                | Amichevole                                                                 | -                                                                          | 57’                                                                        |
| 14-6-2022                                                                  | Calcutta                                                                   | Afghanistan                                                                | 2 – 2                                                                      | Cambogia                                                                   | Qual. Coppa d'Asia 2023                                                    | -                                                                          | 55’                                                                        |
| Totale                                                                     |                                                                            | Presenze                                                                   | 41                                                                         |                                                                            | Reti                                                                       | 0                                                                          |                                                                            |